# Vincent Gallo
Vincent Gallo (* 11. dubna 1961) je americký herec, režisér, scenárista a hudebník. Narodil se do rodiny sicilských emigrantů a svou kariéru zahájil počátkem osmdesátých let. Převážnou část jeho aktivit tvoří herectví, několik filmů také režíroval; patří mezi ně například Osudová sázka z roku 1998, který režíroval, napsal pro něj scénář, je autorem hudby a hrál v něm hlavní roli. Jako herec se dále představil například ve filmech Arizona Dream (1993), Pohřeb (1996) a Jak se neztratit v L.A. (1998). Jako hudebník vydal několik alb na značce Warp Records.